# Tokań (potrawa)
Tokań (Tokány) – rodzaj węgierskiego ragoût mięsnego, przyrządzanego z mięsa krojonego w wąskie paski, z dodatkiem wędliny, grzybów, pomidorów, przyprawianego papryką, pieprzem i majerankiem.